# Pomper Tibor
Pomper Tibor (Budapest, 1977. október 10. –) magyar labdarúgó. Első NB I-es mérkőzése 1996. június 24. BVSC Budapest - FC Fehérvár volt, ahol csapata 2–1-es diadalt ért el a székesfehérvári klub ellen.
A 2003. május 14-én lejátszott Videoton FC-Budapest Honvéd (1–2) bajnoki mérkőzés után kirobbant bundabotrány miatt nyolc hónapos eltiltással sújtotta a liga fegyelmi bizottsága. 2012 márciusában ismét felmerült a neve a fogadási csalások ügyében, hogy 2009-ben több csapattársával együtt befolyásolták a REAC néhány meccsét. Ezeket a vádakat a kihallgatáskor elismerte. 2017. június 22-én a Fővárosi Ítélőtábla bűnösnek találta, és egy év börtönre – két évre felfüggesztve –, továbbá 100 ezer forint pénzbüntetésre, a hivatásos labdarúgói sportolói foglalkozástól két évi eltiltásra ítélte.

## Sikerei, díjai
- BVSC Budapest:
- Magyar bajnoki ezüstérmes: 1996
- Magyar kupa ezüstérmes: 1996, 1997

- Ferencvárosi TC:
- Magyar bajnoki ezüstérmes: 1998

- Dunaújváros FC:
- Magyar bajnoki ezüstérmes: 2001

- Budapest Honvéd FC:
- Magyar kupagyőztes: 2007
- Magyar kupa ezüstérmes: 2008
- Magyar szuperkupa ezüstérmes: 2007